# Temnopis
Temnopis is een kevergeslacht uit de familie van de boktorren (Cerambycidae). De wetenschappelijke naam van het geslacht werd voor het eerst geldig gepubliceerd in 1834 door Audinet-Serville.

## Soorten
Temnopis omvat de volgende soorten:
- Temnopis castanea Martins, 1978
- Temnopis fasciata Galileo & Martins, 2003
- Temnopis forticornis (Tippmann, 1960)
- Temnopis fuscipennis Martins, 1978
- Temnopis jolyi Martins, 1978
- Temnopis latifascia Martins & Monné, 1975
- Temnopis martinezi Martins, 1985
- Temnopis megacephala (Germar, 1824)
- Temnopis nigripes Aurivillius, 1893
- Temnopis oculata Zajciw, 1960
- Temnopis rubricollis Martins, Galileo & Limeira-de-Oliveira, 2009